# Повстансько-партизанський штаб УНР
Повстансько-партизанський штаб УНР — таємний орган, створений для підготовки походу в Україну Повстанської армії Української Народної Республіки, а також координації діяльності повстанських загонів на окупованій більшовиками території, підпорядкований Державному центру УНР та польському генеральному штабу.

## Створення штабу
На початку грудня 1920 року для організації повстанського руху в Україні наказом № 73 по Головній управі Генерального штабу Армії УНР було створено відділ повстанських організацій у складі 5 осіб на чолі з підполковником В.Зеєргошем. Проте скоро виявилося, що цей орган не відповідає рівню покладених на нього завдань.
З 1921 року керівництво УНР починає формувати більш централізовану і розгалужену систему координації та підтримки повстанського руху в Україні. 21 січня при Головній Команді військ УНР на засіданні Ради Народних Міністрів у Тарнові було утворено Повстансько-партизанський штаб, завданням якого було підготувати загальне повстання в Україні проти окупаційного російсько-більшовицького режиму.
За пропозицією генерал-хорунжого Всеволода Петрова керувати новоствореним штабом мав безпосередньо Симон Петлюра як головнокомондувач армії УНР. Справу підготовки до походу в Україну головнокомандувач доручив відомому військовому діячеві генерал-хорунжому Юрію Тютюннику. Штаб мав вирішувати усі питання, пов'язані зі збройною протидією більшовицьким окупантам та організацією широкомасштабного антикомуністичного повстання в Україні. Начальником штабу було призначено полковника Юрія Отмарштейна.

## Переїзд
22 червня 1921 року Повстансько-партизанський штаб переїхав до Львова з дорученням — розробити там план організації повстанської армії. Поляки зобов'язалися постачати необхідні засоби для штабу та його станиць, через які переходитимуть посланці в Україну, дозволяли використовувати інтернованих старшин та козаків як посланців в Україну, обіцяли видавати документи на безкоштовний переїзд залізницею для службовців Штабу. Причиною зміни місця перебування стало бажання Тютюнника посилити конспірацію у Повстансько-партизанському штабі і наблизити його до кордону.

## Керівництво

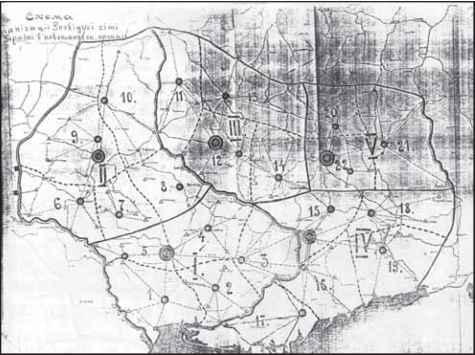
Схема організації повстанської мережі в Україні у 1921—1922 рр.

- Начальник Штабу — полковник Юрій Отмарштейн. Завдання: опрацювати план походу в Україну.
- Командувач Повстанчею Армією — генерал Юрій Тютюнник. Завдання: керівництво повстанням.
- Ад'ютант начальника Штабу — сотник Дмитро Герчанівський (псевдо — Дмитро Стрілець).
- Начальник розвідчого відділу — полковник Митрофан Очеретько
- Помічник начальника розвідчого відділу — сотник Петро Ващенко.
- Начальник військового управління — генерал Михайло Пересада-Суходольський[7], згодом полковник Йосип Добротворський[8].
- Начальник оперативного відділу — сотник Юрій Скорняков.

## Діяльність
У березні 1921 року Повстансько-партизанським штабом на кордоні створено два контрольно-розвідувальні пункти: у Тернополі та Дубно. Згодом кількість контрольно-розвідувальних пунктів збільшено до п'яти. Один був на Галичині, один у Поділлі в містечку Копичинці (командир — сотник Кузьменко-Титаренко) та три на Волині: у Кременці (командир — сотник Редька), у Корці (сотник Лінкевич), у Сарнах (сотник Головко-Левицький).
Навесні 1921 року територію України було розділено на п'ять повстанських груп і 22 повстанських райони. Штаб кожної групи координував діяльність 3-5 повстанських районів. Керівники груп підпорядковувалися керівнику ППШ. Вони передавали отримані від ППШ завдання керівникам повстанських районів і слідкували за їх виконанням, координували повстанські операції в районах, перевіряли і пересилали до ППШ розвідувальні відомості, організовували агітаційну антибільшовицьку діяльність, а також наглядали за тим, щоб захоплені в більшовиків кошти передавалися до повстанських організацій.
Зв'язок із закордонним штабом Петлюри і координацію між місцевими повстанськими організаціями здійснював Центральний український повстанський комітет (Цупком) або в іншому варіанті — Всеукраїнський центральний повстанський комітет (ВУЦПК), який знаходився в Києві. Цупком мав на місцях старшин для доручень, обов'язком яких було встановлення та підтримання зв'язку з діючими повстанськими загонами. Представником Цупкому на Катеринославщині був старшина для доручень Олександр Нестеренко. Проте Олександр Нестеренко навіть не встиг розгорнути підпільний рух, оскільки був заарештований. 

## Розформування
23 жовтня 1921 року напередодні початку Другого зимового походу львівський штаб реорганізовано в Українське інформаційно-пресове бюро, а на зміну ППШ створено Штаб Повстанської армії. Згодом, у лютому 1922-го інформаційно-пресове бюро було розформовано. Після розформування українським співробітникам надано польське громадянство, а поляків, які брали активну участь у діяльності штабу, на вимогу уряду УСРР звільнено із державних посад. Зважаючи на безперспективність подальших воєнних дій у боротьбі за українську державність, один з керівників штабу — Юрій Тютюнник — вирішив остаточно розірвати відносини з поляками. Подальші спроби Польщі відновити роботу організації з метою визволення України не увінчалися успіхом.